# Dolmen de Cayenne
Le dolmen de Cayenne est un dolmen situé à Campoussy, dans le département français des Pyrénées-Orientales.

## Historique
Le dolmen est mentionné pour la première fois par Pierre Vidal en 1921. Il a été fouillé par Pierre Ponsich mais sans résultat connu.

## Description
Le dolmen donne désormais l'apparence d'un dolmen simple (sans couloir). La chambre est de forme rectangulaire. Elle mesure environ 2 m de long sur 1,20 m de large. Elle est délimitée par une étroite dalle de chevet, deux orthostates côté oriental, un orthostate et une petite dalle complétée par un murets en pierres sèches côté occidental. La chambre est recouverte d'une dalle de couverture de 2,20 m de long sur 1,75 m de large. Le dolmen ouvre au sud-sud-est. Côté est, une dalle (1,33 m de longueur) dressée dans le prolongement des supports pourrait correspondre à un dispositif de fermeture ou à un vestige du couloir disparu. Une dalle d'environ 1 m de large est visible derrière le dolmen, plantée parallèlement à peu de distance de la dalle de chevet, sa fonction demeure incertaine (ancienne dalle de chevet ? élément du tumulus ?). Toutes les dalles sont en granite d'origine locale. Le tumulus est très dégradé, des traces sont visibles devant l'entrée, il semble être de forme circulaire.
Un tesson de céramique campaniforme a été découvert dans la chambre. Un petit matériel archéologique (tessons de poterie à surface lustrée noire de confection soignée, 1 éclat de silex) a été recueilli par Jean Abélanet de part et d'autre du chemin voisin au nord du site.